# 曹梁厦
曹梁厦（1886年—1957年），原名惠群，江苏宜兴人，中国近代政治人物、化学家、教育家。

## 生平
曹梁厦是江苏宜兴周铁镇北街人。光绪二十八年（1902年），曹梁厦考中秀才。光绪末年，就读于南洋公学。学校后因学潮被当局勒令解散后，他受聘于苏州中学任英语教师。适逢江苏举办游学预备科，招收公费留学生，他应试入选，进入英国伯明翰大学攻读化学专业，获硕士学位。毕业后，曾被派驻欧洲督导留欧学生事宜。
1912年，胡敦复、朱香晚、华绾言、曹惠群、顾养吾、郁少华、吴在渊、顾珊丞、周润初、张季源、平海澜、赵师曾十二人，在北京以“自立立人，自达达人”为宗旨组成立达学社，研讨学术、编辑书籍、兴办学校。同年，学社成员在上海创办大同学院。1922年，经北京政府同意该学院立案，并更名为大同大学，他历任教务长。1925年，代理校长。期间他还创建了大同大学附属中学，并支持张乐益在沪创办义兴小学，由他兼任该校主席校董。1939年，南京汪精卫政府请他出任教育部长，他坚辞不就，与长女曹友琴避居周铁故居，年余后方重返上海。1941年珍珠港事件爆发后，大同大学所在租界陷入日军之手，他辞去校长职位，闭门不出。抗日战争结束后，他与马叙伦等共同发起筹建民主促进会。1946年1月2日，民进召开第二次会员大会，他当选为第一届理事会理事。
中华人民共和国成立后，他担任上海市政协委员。1957年病逝于上海，享年71岁。

## 家庭
曹梁厦重视教育，家庭成员多受到良好教育：
- 长女曹友琴
- 长子曹友德（密歇根大学化学博士），长媳林爱群（密歇根大学医学博士）[8]
- 次子曹友诚（密歇根大学冶金科学博士），次媳舒丽安，有子曹克平[9]
- 幼子曹友和（密歇根大学生化博士）[8]
- 幼女曹友芳（密歇根大学药机化学博士）[8]
- 侄女曹简禹（伊利诺伊大学香槟分校化学博士、中国首位女化学博士）[8]